# Bobbie James (rose)
'Bobbie James' est un rosier grimpant de la famille des multiflora obtenu par Graham Thomas de la roseraie de Sunningdale en Angleterre en 1961. Il l'a créé dans le jardin de Lady Serena James à St. Nicholas, près de Richmond. Il doit son nom au mari de Lady James, mort en 1960. C'est l'un des rosiers-lianes les plus célèbres au monde.

## Description
Ce grimpant, qui s'apparente au genre des rosiers lianes, peut atteindre 10 m de hauteur et se couvre en juin-juillet d'une floraison abondante et unique de fleurs blanches de 4 cm de moyenne en petites coupes, à étamines jaunes, et légèrement musquées. L'effet rendu ressemble à un cerisier en fleurs. Les fleurs laissent la place à l'automne à des fruits orangé fort décoratifs.
Ce rosier robuste résiste bien au froid (jusqu'à -23°) et possède un feuillage vert foncé et brillant. Cette variété est idéale pour recouvrir un bâtiment inesthétique, ou rendre vie à un arbre mort, il peut couvrir arches, pergolas ou pylônes. 

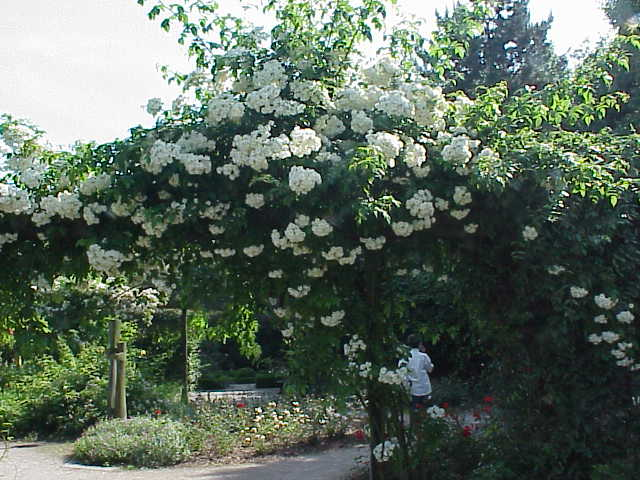
Floraison de 'Bobbie James'